# 骆驼
駱駝屬（學名：Camelus）通稱駱駝，是一種偶蹄目骆驼科的动物，主要有单峰骆驼和双峰骆驼两种，多见于沙漠地带。

## 詞源
漢語「駱駝」一詞是外來詞，來自匈奴。
古稱「駱駝」，記載於《史記·匈奴列傳》。
現稱記載於南宋學者羅願《爾雅翼·釋獸》。
「Camelus」源自拉丁文「camelus」和希臘文「 κάμηλος / kamēlos」和閃米特文「gāmāl」。

## 特性
因其在沙漠以及酷暑、严寒等恶劣自然环境下仍能良好生存的生理特点，沙漠边缘的居民早在公元前30000年左右便开始驯养駱駝作为役畜，以供在沙漠和极端气候之中驮运货物和骑乘。
历史上从古至今有许多国家都存在倚赖骆驼为生的骆驼牧民，甚至有骑兵使用骆驼作军事用途，也因此骆驼素有“沙漠之舟”的美称。在文化层面上，骆驼常被作为坚忍、适应力强、任劳任怨和不畏艰险的象征，多以褒义形象出现在各类艺术作品中。

## 下属物种
本属包括以下物种：
- Camelus antiquus Falconer & Cautley, 1836
- Camelus arctoamericanus Hay, 1921
- 雙峰駱駝 Camelus bactrianus Linnaeus, 1758
- 單峰駱駝 Camelus dromedarius Linnaeus, 1758
- 野雙峰駝 Camelus ferus
- †Camelus gigas [2]
- Camelus grattardi Geraads, 2014[5]
- †敘利亞駱駝 Camelus moreli
- †Camelus sivalensis Falconer & Cautley, 1836[3]
- Camelus thomasi Pomel, 1893

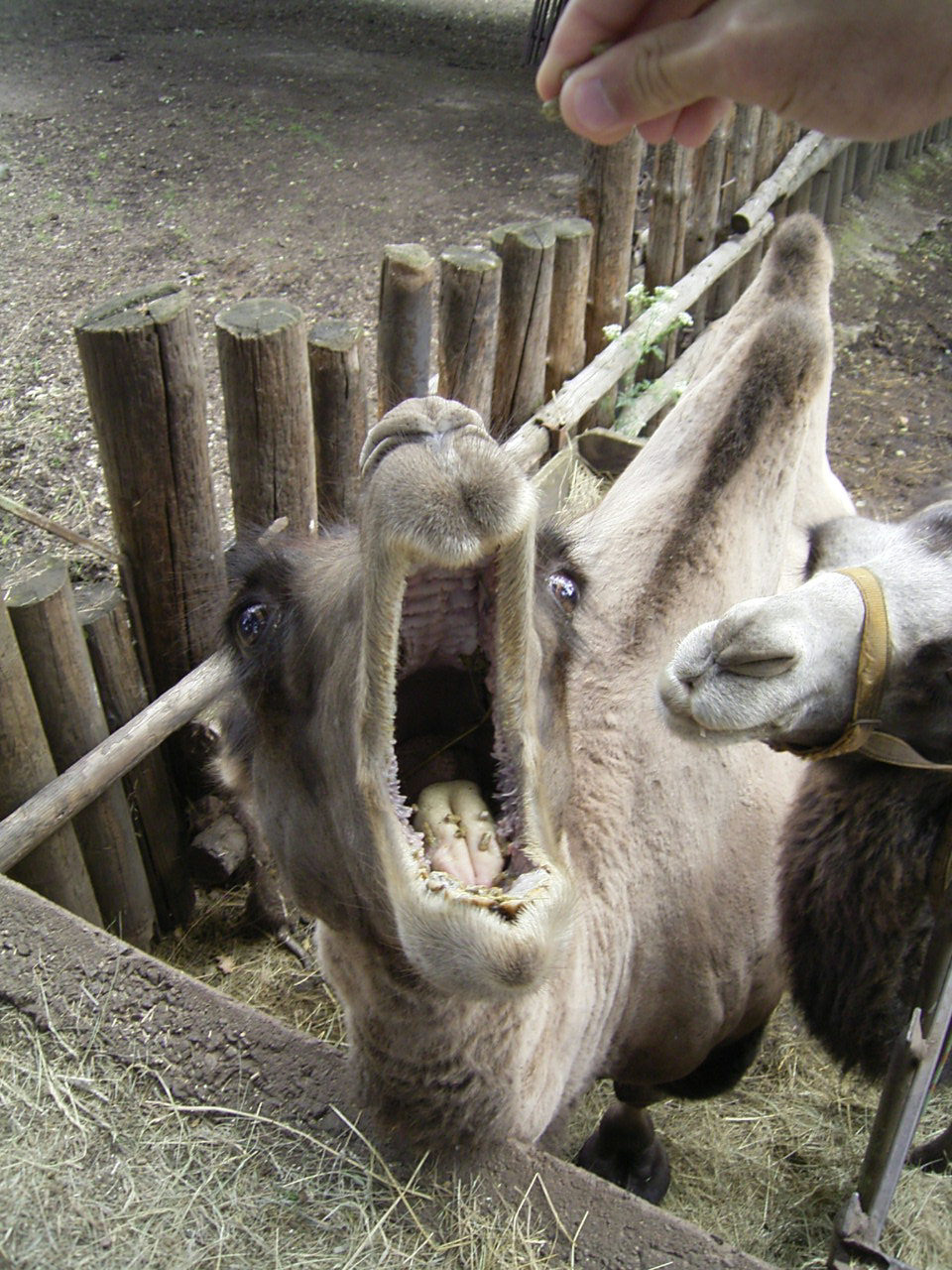
駱駝餵食

- 单峰骆驼：毛短，主要生活在東北非洲和西歐洲、印度等热带地區，生活在沙漠地带的牧民以駱駝奶甚至骆驼血作为食物，目前全世界約有1400万头，全部是家畜。19世纪末澳大利亚曾从非洲引进部分单峰骆驼，后来由于不再应用役畜，只向中东出口，大约有3200头散落到澳洲沙漠重新野化。
- 双峰骆驼：毛长，耐寒，春季脱毛，主要生活在中亚、中国和西北蒙古。大约只有150万头。另外還有一種已列為極危物種的野雙峰駱駝，只生長在中国西北地区及蒙古国，數量不多，19世纪在塔克拉玛干沙漠发现野骆驼（Camelus ferus），与一般的双峰骆驼有不同的祖先起源，大约有10000头，中国政府已将这一带划为野骆驼自然保护区。

骆驼屬中有6%是雙峰骆驼，其餘的94%是單峰骆驼
。

## 生態
骆驼的平均寿命可长达40—69年。成年的骆驼肩膀離地有1.85米（6英尺1英寸），驼峰離地有2.15米（7英尺1英寸）。骆驼衝刺時的速度可以到65 km/h（40 mph），長程的速度為40 km/h（25 mph）雙峰骆驼重300至1,000（660至2,200磅）,單峰骆驼重300至600（660至1,320磅）。因此單峰骆驼的平均速度為40 km/hour，而雙峰骆驼的平均速度為每小時27.2千米。骆驼食用大部分的綠色植物，堅韌的嘴脣與口腔組織能夠幫助食用仙人掌。
公的單峰駱駝在喉部有一個稱為dulla的器官，是一個可膨脹的囊，在發情時會將從口中擠壓出來，表示主導性並且吸引異性。外觀是长長的，肿胀的，粉红色的物體，從嘴巴側邊伸出。駱駝交配時，公的和母的都會坐在地上，公的從後方交配。公駱駝在一次交配時會射精三至四次，駱駝是唯一以坐姿進行交配的有蹄类動物。
双峰驼有两层皮毛：一层是温暖的内层绒毛，和一层粗糙的长毛外皮。两层皮毛会混合成团状脱落，可以收集并分离加工。双峰驼每年可产约7公斤毛纤维，其结构类似于羊绒。双峰驼的绒毛通常为2-8厘米长，可用于纺纱或针织品。
因为骆驼作为役用畜的作用随着机械化的进程而减弱，所以数量越来越少，已经快要成为需要受保护的动物。

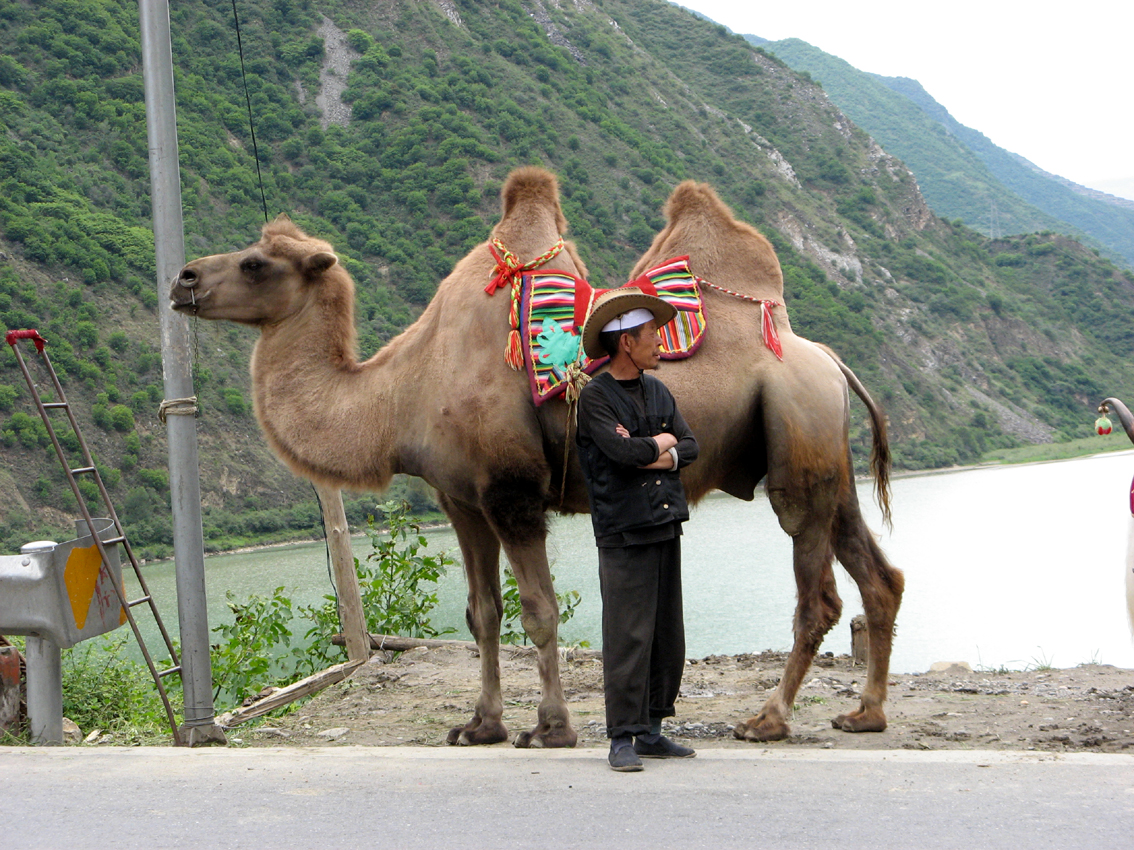
骆驼于旅游业，四川省叠溪海子

## 分布数量

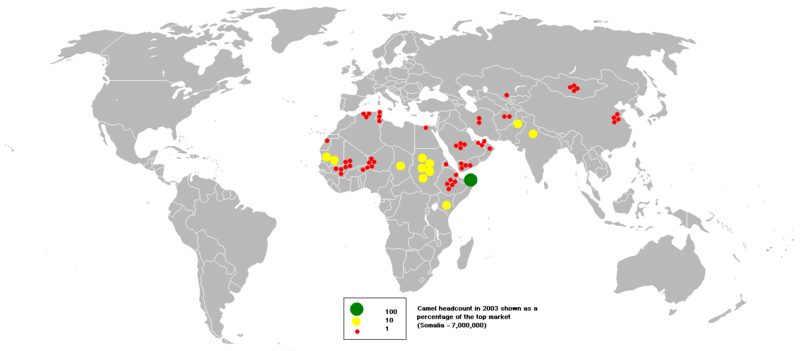
2003年全球骆驼数量分布图

虽然今天单峰驼仍约有1千3百万存活，但是野生物种已经濒于灭绝。用于家畜的单峰驼主要见于苏丹，索马里，印度及附近国家，南非，纳米比亚和博茨瓦纳。
传统理论认为现代骆驼的祖先4千5百万年前生活在北美，有可能体型巨大，没有脚趾，在大约3百万年前才横渡至亚洲，并进而达到中东和非洲。中國在漢朝即有駱駝的記載，牟融《理惑论》： “谚云：‘少所见，多所怪，睹馲驼，言马肿背。’”虽然骆驼曾统治北美一时，但在人类出现在美洲大陆不久后就随同其他曾生活在美洲的大部分物种一起消失了。但是根据路透社报道，近期在叙利亚中部发现的未知巨型单峰驼被认为生活在距今10万年前，令科学家重新审看现代骆驼的起源学说。
双峰驼曾经分布广泛，但是现在只剩余约140万，主要为家畜。现在估计约有10000只野生双峰驼生活在戈壁滩，以及少量生活在伊朗、阿富汗、哈萨克斯坦。
澳大利亚中部有估计多至70万头野生化骆驼，它们是19世纪和20世纪初被引进作为运输用途的骆驼后代。这个种群数量以每年约11%的速度增加，由于侵占了饲养绵羊所需的有限资源，南澳大利亚政府已决定使用空中射杀的方法屠杀这些骆驼。少量引进的单峰和双峰驼在美国西南存活至20世纪。它们是从土耳其引进，曾经是美国骆驼部队试验的一部分，并被用于矿井驮畜。在项目结束后这些骆驼逃脱或者得到释放。另外有23隻双峰驼在淘金热期间引进到了加拿大。
野骆驼憩息于沙漠中的灌木丛地带，集结成5—10头小群体活动。

## 混血骆驼
双峰驼有两个驼峰，是适合寒冷气候的动物。而单峰驼只有一个驼峰，并且更适于沙漠生活。两者的混血体型比两种骆驼都大，有一个驼峰，善于驮物。雌性混血骆驼可以与雄性双峰驼交配並产子。在哈萨克斯坦可以见到这样的混血骆驼。人为造成的骆驼与大羊驼的混血成为卡马，科学家想通过试验了解两个物种的相似程度。单峰驼重量是大羊驼的六倍，因此需要通过人工受精使雌性羊驼受孕。而雌性单峰骆驼受孕没有试验成功。混血种体型甚至比大羊驼更小，有类似骆驼的短耳朵和长尾，没有驼峰，有类似大羊驼的分趾，而不是骆驼的大脚掌。卡马在4岁后开始性成熟，对雌性大羊驼和原驼感兴趣。之后又有一只雌性卡马通过人工授精出生。因为骆驼和大羊驼都有74条染色体，科学家希望雌性卡马可以生育。如果成功，意味着有可能增加南美类骆驼的体型，肉/毛产量，驮物能力。卡马看起来继承了父母的性情，并显示出新旧大陆骆驼科物种间的联系。

## 环境适应
骆驼以驼峰著名，但是它们的驼峰并不是用来直接储存水份，而是儲存脂肪组织。理論上脂肪氧化後可以產生二氧化碳與水，同時也能夠產生能量。不過這個方法需要大量氧氣，增加呼吸時反而會呼出更多水蒸氣，導致水份減少，因此駱駝是否由氧化脂肪獲得足夠的水份仍有爭議。
骆驼的血红细胞呈凹槽椭圆形，与其他动物的圆形细胞不同，这是为了让血红细胞在脱水状态下仍可以流动。這種獨特的形狀这些细胞还更加稳定，在饮用大量水时（成年駱駝一次可喝下20公升水），不至于因渗透性的改变而撕裂。
骆驼的肾非常强大，尿液是以浓汁状排出，而粪便干燥到可以作为引火之物。
骆驼可以忍受其他动物无法忍受的体温和饮水供应的巨大变化。骆驼的体温晚间为34°C，白天高达41°C，只有在高于这个体温，骆驼才开始出汗。这样骆驼可以每天节省约5公升水，并可以忍受出汗引起的25%的体重损失。
骆驼的厚毛发可以反射阳光。剃毛后的骆驼会多出50%的汗以避免过热。皮毛同时帮助骆驼隔热。它们的长腳也让它们远离火烫的地面。
它们的嘴也很强壮，可以咀嚼多刺的沙漠植物。骆驼的长睫毛和毛发，可封闭的鼻孔，可以帮助它们隔绝沙尘。它们同时移动同侧双腳的独特步伐和宽大的脚掌防止在走动时陷入沙中。
所有骆驼科的动物都有独特的免疫系统，部分抗体组织是由无氫链免疫蛋白质直接组成。

## 延伸阅读
[在维基数据编辑]
 《欽定古今圖書集成·博物彙編·禽蟲典·駱駝部》，出自陈梦雷《古今圖書集成》